# The Stranger from Within
The Stranger from Within è un singolo del gruppo musicale olandese Ayreon, pubblicato nel 1996 come unico estratto dal secondo album in studio Actual Fantasy.

## Tracce
1. The Stranger from Within (Single Version) – 3:40
2. The Dawn of Man (Not Available on Any Album) – 7:42
3. The Stranger from Within (Long Version) – 7:36

## Formazione
Musicisti
- Arjen Anthony Lucassen – strumentazione
- Robert Soeterboek – voce
- Edward Reekers – voce
- Okkie Huysdens – voce
- Floortje Schilt – violino
- Cleem Determeyer – arrangiamento strumenti ad arco, assolo di sintetizzatore

Produzione
- Arjen Anthony Lucassen – produzione, missaggio
- Oscar Holleman – produzione, missaggio, ingegneria del suono
- Rene Merkelbach – assistenza tecnica
- Peter Brussee – mastering